# Rodzaje sił zbrojnych w Wojsku Polskim
Rodzaje sił zbrojnych w Wojsku Polskim (RSZ) – rodzaje sił zbrojnych występujące w Wojsku Polskim od 1918 roku.
1 września 1938 roku weszła w życie ustawa z dnia 9 kwietnia 1938 roku o powszechnym obowiązku wojskowym, która sankcjonowała podział Sił Zbrojnych II RP na: „wojsko” (wojska lądowe) i marynarkę wojenną. Wojsko składało się z jednostek organizacyjnych wojska stałego i jednostek organizacyjnych Obrony Narodowej, a także jednostek organizacyjnych Korpusu Ochrony Pogranicza.
22 lutego 1940 roku Naczelny Wódz generał dywizji Władysław Sikorski wydał rozkaz w sprawie usamodzielnienia lotnictwa: „Usamodzielniając siły powietrzne Państwa i czyniąc je równorzędną częścią składową Armii obok wojsk lądowych i marynarki, oczekuję od was, że pracą oraz jej rezultatami, a w przyszłości działalnością bojową uzasadnicie w pełni doniosłą decyzję, która jest wyrazem wielkiego zaufania, jakim darzę siły powietrzne”.
W dniu 28 maja 1950 roku weszła w życie ustawa z dnia 4 lutego 1950 roku o powszechnym obowiązku wojskowym, która sankcjonowała podział Sił Zbrojnych na pięć rodzajów:
- wojska lądowe,
- wojska lotnicze,
- marynarkę wojenną,
- wojska obrony przeciwlotniczej,
- wojska wewnętrzne (ochrony pogranicza i bezpieczeństwa wewnętrznego)[3].

W dniu 21 kwietnia 1959 roku weszła w życie ustawa z dnia 30 stycznia 1959 roku o powszechnym obowiązku wojskowym, która sankcjonowała podział Sił Zbrojnych na cztery rodzaje:
- wojska lądowe,
- wojska lotnicze i obrony przeciwlotniczej,
- marynarkę wojenną,
- wojska wewnętrzne[4].

W dniu 30 marca 1963 roku weszła w życie ustawa z dnia 28 marca 1963 roku zmieniająca ustawę o powszechnym obowiązku wojskowym, która sankcjonowała podział Sił Zbrojnych na cztery rodzaje:
- wojska lądowe,
- wojska lotnicze,
- wojska obrony powietrznej kraju,
- marynarkę wojenną[5].

W dniu 29 listopada 1967 roku weszła w życie ustawa z dnia 21 listopada 1967 roku o powszechnym obowiązku obrony Polskiej Rzeczypospolitej Ludowej (uchylona w 2022), która zerwała z dotychczasową praktyką ustawowego umocowania prawnego rodzajów sił zbrojnych.
W dniu 1 września 1979 roku weszła w życie ustawa z dnia 28 czerwca 1979 roku o zmianie ustawy o powszechnym obowiązku obrony Polskiej Rzeczypospolitej Ludowej, która ponownie sankcjonowała podział Sił Zbrojnych na cztery rodzaje:
- wojska lądowe,
- wojska lotnicze,
- wojska obrony powietrznej kraju,
- marynarkę wojenną.

Ponadto ustawa stanowiła, że „Rodzaje Sił Zbrojnych składają się z jednostek wojskowych i związków organizacyjnych różnych rodzajów i służb”.
W dniu 17 października 1997 roku weszła w życie Konstytucja Rzeczypospolitej Polskiej z dnia 2 kwietnia 1997 roku, na podstawie której Prezydent RP, jako najwyższy zwierzchnik Sił Zbrojnych został uprawniony do mianowania dowódców rodzajów Sił Zbrojnych na czas określony.
W dniu 4 lipca 2007 roku weszła w życie ustawa z dnia 24 maja 2007 roku o zmianie ustawy o powszechnym obowiązku obrony Rzeczypospolitej Polskiej oraz o zmianie niektórych innych ustaw, która między innymi stanowiła, że Wojska Specjalne są czwartym rodzajem Sił Zbrojnych RP, natomiast stanowisko
Dowódcy Operacyjnego Sił Zbrojnych jest równorzędne stanowisku dowódcy rodzaju Sił Zbrojnych.
Do dnia 31 grudnia 2013 roku dowódcami rodzajów Sił Zbrojnych byli: Dowódca Wojsk Lądowych, Dowódca Sił Powietrznych, Dowódca Marynarki Wojennej oraz Dowódca Wojsk Specjalnych.
Dowódcy RSZ byli właściwi w zakresie dowodzenia jednostkami wojskowymi i związkami organizacyjnymi Sił Zbrojnych z wyłączeniem jednostek wojskowych lub związków organizacyjnych Sił Zbrojnych bezpośrednio podporządkowanych Ministrowi Obrony Narodowej albo innym organom lub podmiotom:
- Dowódcy Garnizonu Warszawa,
- Szefowi Inspektoratu Wsparcia Sił Zbrojnych,
- Szefowi Inspektoratu Wojskowej Służby Zdrowia,
- Komendantowi Głównemu Żandarmerii Wojskowej.

Z dniem 1 stycznia 2014 roku weszła w życie ustawa z dnia 21 czerwca 2013 roku o zmianie ustawy o urzędzie Ministra Obrony Narodowej oraz niektórych innych ustaw, na podstawie której:
- utrzymano podział Sił Zbrojnych na cztery RSZ (Wojska Lądowe, Siły Powietrzne, Marynarka Wojenna i Wojska Specjalne),
- zlikwidowano dotychczasowe dowództwa RSZ: Dowództwo Wojsk Lądowych, Dowództwo Sił Powietrznych, Dowództwo Marynarki Wojennej i Dowództwo Wojsk Specjalnych, a wraz z nimi stanowiska służbowe: Dowódcy Wojsk Lądowych, Dowódcy Sił Powietrznych, Dowódcy Marynarki Wojennej i Dowódcy Wojsk Specjalnych,
- ustanowiono nowych dowódców RSZ: Dowódcę Generalnego Rodzajów Sił Zbrojnych i Dowódcę Operacyjnego Rodzajów Sił Zbrojnych[10].

1 stycznia 2017 r. na mocy ustawy z dnia 16 listopada 2016 r. o zmianie ustawy o powszechnym obowiązku obrony Rzeczypospolitej Polskiej oraz niektórych innych ustaw wprowadzony został piąty rodzaj sił zbrojnych Wojska Obrony Terytorialnej podlegający Dowódcy Wojsk Obrony Terytorialnej.
Od wejścia w życie ustawy z dnia 11 marca 2022 roku o obronie Ojczyzny, zgodnie z jej art. 15. ust. 1 i 4 w skład Sił Zbrojnych RP wchodziło:
- pięć rodzajów:
  - Wojska Lądowe,
  - Siły Powietrzne,
  - Marynarka Wojenna,
  - Wojska Specjalne,
  - Wojska Obrony Terytorialnej,
- jeden specjalistyczny komponent:
  - Wojska Obrony Cyberprzestrzeni,
- jedna wyspecjalizowana i wyodrębniona służba:
  - Żandarmeria Wojskowa.